# Stone, Staffordshire
Stone  este un oraș în comitatul Staffordshire, regiunea West Midlands, Anglia. Orașul se află în districtul Stafford.

## Personalități născute aici
- Jakki Degg (n. 1978), actriță, fotomodel.